# Микільське (Дніпровський район)
Микі́льське — село в Україні, у Солонянській селищній громаді Дніпровського району Дніпропетровської області. Населення станом на 2021 рік — 280 мешканців.

## Географія
Село Микільське знаходиться на лівому березі річки Комишувата Сура, яка через 3 км впадає в річку Мокра Сура, вище за течією на відстані 1,5 км розташоване село Новогригорівка (нежиле), нижче за течією на відстані 1,5 км розташоване село Трудолюбівка, на протилежному березі — село Привільне. Поруч проходить залізниця, платформа 257 км за 0,5 км.

## Населення

### Мова
Розподіл населення за рідною мовою за даними перепису 2001 року:
| Мова                | Відсоток |
| ------------------- | -------- |
| українська          | 91,6 %   |
| російська           | 7,5 %    |
| інші/не визначилися | 0,9 %    |

## Постаті
- Карайбіда Анатолій Васильович (1960—2015) — солдат Збройних сил України, учасник російсько-української війни.

## Інтернет-посилання
- Погода в селі Микільське [Архівовано 7 червня 2016 у Wayback Machine.]

1. ↑  Рідні мови в об'єднаних територіальних громадах України — Український центр суспільних даних